# Мбе
Мбе (порт. Gabão) — река в Габоне и в Экваториальной Гвинее. Длина реки составляет 230 километров. Площадь бассейна превышает 5000 км². Это третья по величине река Габона, правая составляющая реки Комо.
Истоки Мбе находятся в Экваториальной Гвинее в юго-западной части плато Волё-Нтем. Однако большая часть водораздела расположена в Габоне. В нижнем течении на реке множество водопадов. Высота одного из каскадов — более 110 метров.
Река потенциально может служить источником электроэнергии для Либревиля.
По португальскому названию реки (порт. Gabão) было названо государство Габон.